# André-Frank Zambo Anguissa
André-Frank Zambo Anguissa (Yaoundé, 16 november 1995) is een Kameroens voetballer die doorgaans als centrale middenvelder speelt. Hij verruilde Fulham in juli 2022 voor Napoli, dat hem het voorgaande seizoen al huurde. Zambo Anguissa debuteerde in 2017 in het Kameroens voetbalelftal.

## Clubcarrière

### Olympique Marseille
Zambo Anguissa trok in 2014 van het Kameroense Cotonsport naar Stade de Reims. Eén jaar later tekende hij een vierjarig contract bij Olympique Marseille. Op 17 september 2014 maakte de centrale middenvelder zijn opwachting in de UEFA Europa League tegen FC Groningen. Hij speelde de volledige wedstrijd, die L'OM met 0–3 won na doelpunten van Georges-Kévin N'Koudou, Lucas Ocampos en Romain Alessandrini. Drie dagen later debuteerde Zambo Anguissa in de Ligue 1 in het eigen Stade Vélodrome tegen Olympique Lyon. Zambo Anguissa speelde drie seizoenen voor Olympique Marseille. Zijn laatste wedstrijd was de finale van de Europa League in 2018, die Marseille met 3-0 verloor van Atlético Madrid, door onder meer twee goals van Antoine Griezmann. Zambo Anguissa speelde negentig minuten.

### Fulham
In de zomer van 2018 betaalde het net gepromoveerde Fulham zo'n 33 miljoen euro voor Zambo Anguissa. Dat seizoen degradeerde Fulham naar de Championship en vertrok Anguissa op huurbasis naar Villarreal, waar hij de eerste twee goals uit zijn carrière scoorde. In zijn afwezigheid werd Fulham dat seizoen kampioen van de tweede competitie van Engeland. Het seizoen erop was Zambo Anguissa opnieuw basisspeler van de Londense club, maar degradeerde het opnieuw. Hij speelde nog drie duels in de Championship, maar vertrok toen uit Londen.

### Napoli
Napoli huurde Zambo Anguissa eerst een seizoen van Fulham, maar nam het de volgende zomer definitief over. Napoli betaalde 15 miljoen euro voor de middenvelder, waarmee Fulham dus tien miljoen euro verlies maakte op Zambo Anguissa. Op 1 oktober 2022 scoorde Zambo Anguissa voor het eerst tweemaal in één wedstrijd. Torino ging met 3-1 over de knie bij Napoli, dat op dat moment bovenaan stond in de Serie A.

## Clubstatistieken
| Seizoen | Club                | Competitie       | Competitie | Competitie | Beker | Beker | Internationaal | Internationaal | Totaal | Totaal |
| Seizoen | Club                | Competitie       | Wed.       | Dlp.       | Wed.  | Dlp.  | Wed.           | Dlp.           | Wed.   | Dlp.   |
| ------- | ------------------- | ---------------- | ---------- | ---------- | ----- | ----- | -------------- | -------------- | ------ | ------ |
| 2015/16 | Olympique Marseille | Ligue 1          | 9          | 2          | 3     | 0     | 1              | 0              | 13     | 0      |
| 2016/17 | Olympique Marseille | Ligue 1          | 33         | 0          | 4     | 0     | —              | —              | 37     | 0      |
| 2017/18 | Olympique Marseille | Ligue 1          | 37         | 0          | 3     | 0     | 16             | 0              | 56     | 0      |
| 2018/19 | Fulham              | Premier League   | 22         | 0          | 3     | 0     | 0              | 0              | 25     | 0      |
| 2019/20 | → Villarreal        | Primera Division | 36         | 2          | 3     | 0     | 0              | 0              | 39     | 2      |
| 2020/21 | Fulham              | Premier League   | 36         | 0          | 2     | 0     | 0              | 0              | 38     | 0      |
| 2021/22 | Fulham              | Championship     | 25         | 0          | 0     | 0     | 5              | 0              | 30     | 6      |
| 2021/22 | Napoli              | Serie A          | 25         | 0          | 0     | 0     | 5              | 0              | 30     | 6      |
| 2022/23 | Napoli              | Serie A          | 8          | 2          | 0     | 0     | 3              | 1              | 11     | 3      |
| Totaal  | Totaal              | Totaal           | 231        | 4          | 18    | 0     | 30             | 1              | 279    | 5      |

Bijgewerkt op 5 oktober 2022.

## Interlandcarrière
Zambo Anguissa maakte op 24 maart 2017 zijn debuut in het Kameroens voetbalelftal, in een oefeninerland tegen Tunesië. Hij nam met Kameroen deel aan de FIFA Confederations Cup 2017, waar in de groepsfase werd verloren van regerend wereldkampioen Duitsland en regerend Zuid-Amerikaans kampioen Chili en werd gelijkgespeeld tegen de kampioen van Azië, Australië. Zambo Anguissa maakte in de groepswedstrijd tegen Australië het openingsdoelpunt (eindstand 1–1). Hij behoorde ook tot de Kameroense selectie op het Afrikaans kampioenschap 2019.

## Erelijst
| Kampioen Serie A | 1× | 2022/23 |